# الشيعة في الكويت
الشيعة في الكويت هم المواطنون الكويتيون ممن يعتنقون المذهب الشيعي في الإسلام، حيث نسبتهم لا تتخطى الـ20% من مجموع المواطنين في الكويت. وفي عام 2001، أعلنت وزارة الخارجية الأمريكية بأن هناك حوالي 300 ألف مواطن كويتي شيعي بنسبة 30% من مجموع المواطنين.

## التاريخ
يعود تاريخ تواجد العائلات الشيعية الأولى في الكويت إلى الفترة ما بين نهاية القرن السابع عشر وبداية القرن الثامن عشر، حيث توافدوا إلى الكويت شأنهم شأن العوائل والقبائل السنية، سكن الكثير منهم في منطقة شرق خلال فترة حكم الشيخ صباح الأول، تُعتبر عائلة شمساه أولى العوائل الشيعية التي استوطنت الكويت.
يعد الفقيه الأحسائي السعودي محمد بن حسين الصحاف (1795 - 1895 م) (1210 - 1313 هـ) هو الذي أسس أول مسجد للطائفة الجعفرية فيها فنصب هو بنفسه قبلته. وقد جدّد بناء هذا المسجد في سنة 1367 هـ/ 1948 م بيد علي الإحقاقي ويعرف باسم مسجد الصحاف. وجُدّد مرة ثانية في 1428هـ/ 2007م.